# Dover (Florida)
Dover es un lugar designado por el censo ubicado en el condado de Hillsborough en el estado estadounidense de Florida. En el Censo de 2010 tenía una población de 3.702 habitantes y una densidad poblacional de 541,63 personas por km².

## Geografía
Dover se encuentra ubicado en las coordenadas 27°59′36″N 82°13′13″O / 27.99333, -82.22028. Según la Oficina del Censo de los Estados Unidos, Dover tiene una superficie total de 6.83 km², de la cual 6.74 km² corresponden a tierra firme y (1.44%) 0.1 km² es agua.

## Demografía
Según el censo de 2010, había 3.702 personas residiendo en Dover. La densidad de población era de 541,63 hab./km². De los 3.702 habitantes, Dover estaba compuesto por el 68.34% blancos, el 2.24% eran afroamericanos, el 0.51% eran amerindios, el 0.24% eran asiáticos, el 0.24% eran isleños del Pacífico, el 23.77% eran de otras razas y el 4.65% pertenecían a dos o más razas. Del total de la población el 67.88% eran hispanos o latinos de cualquier raza.